# Komulerocka
Komulerocka (Rhinoptera bonasus) är en rockeart som först beskrevs av Samuel Latham Mitchill 1815.  Komulerocka ingår i släktet Rhinoptera och familjen örnrockor. Inga underarter finns listade i Catalogue of Life.
Arten förekommer i västra Atlanten och Karibiska havet nära kusten från Massachusetts (USA) till södra Uruguay. Den dyker till ett djup av 60 meter. Exemplarens skiva har en diameter upp till 110 cm långa. Könsmognaden infaller för honor och hannar vid en diameter av 62 till 92 cm. Honor lägger inga ägg utan föder levande ungar. Skivan har vid födelsen en diameter av 20 till 42 cm. Dräktigheten varar i 11 till 12 månader. Komulerockan kan leva 21 år.
Flera individer hamnar som bifångst i fiskenät. Populationens storlek minskar. IUCN kategoriserar arten globalt som sårbar.